# Black Swan (歌曲)
《Black Swan》是韩国男子组合防弹少年团第四张韩语录音室专辑《Map of the Soul: 7》（2020）的单曲，由RM、奥古斯特·里格、文斯·南特、克莱德·凯利和Pdogg创作，Pdogg制作。歌曲于2020年1月17日作为专辑的首支先导单曲，由Big Hit娱乐发行。作品是一首带有云雾说唱和陷阱音乐鼓点特征的情绪说唱作品。歌曲也使用了低保真风格的吉他器乐及“抓耳”的重复段。歌词具有内省性，表达了身为艺人的防弹少年团害怕失去对音乐的热情。
作品获得音乐评论人的普遍好评，歌词被指“诚实、真挚”，制作黑暗，类似2018年单曲《Fake Love》。商业上，歌曲在韩国Gaon数字榜位列第7，在《公告牌》世界数字歌曲销量榜夺冠。另外还空降英国单曲排行榜第46位、告示牌百强单曲榜第57位，同时进入其他国家的榜单。
歌曲有两部随附的音樂錄影帶，均由Lumpens的崔容硕执导，灵感出自戴伦·艾洛诺夫斯基的2010年同名电影。首个音乐视频于单曲发行当天以“艺术电影”的形式发行，包括由斯洛文尼亚现代舞舞团MN Dance Company表演的诠释舞蹈。第二个音乐视频无预警发布，舞蹈占大部分部分内容，描述了防弹少年团在剧院舞台上幻化成黑天鹅的过程。作品在《詹姆士·柯登深夜秀》首秀获得评论人好评，团队的表演被赞“热情洋溢”，编舞“复杂的”。《Map of the Soul: 7》发行后，防弹少年团在多档韩国电视音乐节目上现场表演歌曲，包括《M Countdown》、《音乐银行》和《人气歌谣》。

## 背景和发行
发行第六张迷你专辑《Map of the Soul: Persona》后，防弹少年团趁着爱自己世界巡回演唱会的间隙进行“长时间的休息和放松”，“充实并准备以音乐家和创作者的身份重新呈现自己”，享受属于20岁年轻人的生活。2020年1月7日，组合宣布回到音乐，宣布于同年2月21日发行第四张正规专辑《Map of the Soul: 7》。专辑的“回归地图”于2020年1月8日，该日程表分成四个部分。地图有几个日期，包括专辑两首单曲的发行日期。其中第一首单曲的歌名和封面等细节于歌曲发行当天公布。这首歌的名字叫《Black Swan》，是《Map of the Soul: 7》于2020年1月17日由Big Hit娱乐在多国以数字音乐下载和流媒体形式发布。歌曲由RM、奥古斯特·里格、文斯·南特、克莱德·凯利和Pdogg创作，Pdogg制作，DJ利金斯（DJ Riggins）、杰森·约书亚（Jaycen Joshua）、雅各布·理查斯（Jacob Richards）和麦克斯·西伯格（Max Seaberg）混音。歌曲发行一周前，乐队成员閔玧其表演了专辑歌曲《Interlude: Shadow》的试听版。歌曲发行当天，团队同步推迟全球公共艺术项目“Connect, BTS”，组成全球22名当代艺术家策划与防弹少年团的思想理念相配合的展出。

## 词曲创作
歌曲被认为是一首情绪说唱作品，风格上受陷阱音乐鼓点和低保真风格吉他器乐驱动。凭借着云雾说唱和“抓耳”的叠句，歌曲建基于器乐性的副歌。部分音乐评论人将歌曲定性为R&B谣曲。至于乐谱方面，歌曲以D小调写就，速度每分钟147拍，时长3分18秒。歌曲有两个发行版本，一个是在各个数字流媒体平台发行的录音室版，另一个是随“艺术电影”发布的管弦乐团版。弦乐版的无伴奏合唱人声叠加在“被剥离”的重弦乐的伴奏上。作曲层面，录音室版本融入“合成器吉他重复乐段”和“打击节拍”。作品将陷阱音乐节拍与“悲伤”的配乐混合使用，营造出“氛围化”和“萦绕心头”的情绪。《告示牌》专栏作者杰森·利普舒茨（Jason Lipshutz）认为伴奏突出了“穿插其中的叠句、说唱主歌和假声感叹”。歌曲开头是叠加在狂想曲旋律的情绪可变的東亞短樂句，人声稍显失真。《Pitchfork》的谢尔顿·皮尔斯（Sheldon Pearce）指出歌曲过分使用自动调谐。与此同时，《伦敦旗帜晚报》的乔尚·恩伯利（Jochan Embley）指出，歌曲融入韩国传统12弦乐器伽倻琴。整个歌曲中，防弹少年团的歌声被“分层处理”，使得他们每个人的歌声“难以区分”，展示出他们是由七个人组成的一支队伍，同时简约音乐听起来代表着柔和的内部。在某些地方，歌手的声音听起来如同“一部内心独角戏，在推挤和正常表现之间撕扯”，“充满不确定性和犹豫”。乐评人认为歌曲和乐队2018年单曲《Fake Love》有相似性。
韓國聯合通訊社表示，《Black Swan》延续了防弹少年团上一张专辑《Map of the Soul: Persona》自我探索的主题，有瑞士精神科医生卡尔·荣格分析心理学理论的元素。《韓國時報》认为歌曲是“真正意识到音乐对自身意义的歌手所做的忏悔”，其中“防弹少年团深入他们身为艺人的内心，直面他们深藏的阴影”。在接受Zach Sang采访时，乐队表示歌曲“非常个人化”，讲了他们的心理阴影。在这首陷阱音乐的芭蕾舞曲中，乐队利用内省歌词的担心表达对失去音乐热情的担忧。作曲详细叙述了歌手们与他们的作品之间的关系，比较了失去对作品的爱和死亡的痛苦感受，其中一句歌曲就弄视频的表示“如果这不再引起共鸣，不再让我的心跳动，这或许会成为我第一次死亡的原因”。

## 评价
歌曲获得音评人普遍好评。《前音后果》的汉娜·兹威克（Hannah Zwick）表扬歌曲“完美融合了陷阱音乐鼓点和音乐、说唱和歌声，甚至在你读歌词之前就营造了焦虑的氛围”，认为作品是《Map of the Soul: 7》的焦点。《Stereogum》评论人克里斯·德维尔（Chris DeVille）认为与艺术电影一同发布的弦乐版“注入了与视频的现代舞习惯相适应的古典音乐元素”。音乐电视网的克丽丝陶·贝尔（Crystal Bell）认为歌曲是自2018年《Fake Love》以来的第一首“黑暗单曲”，补充称歌曲的特点是“最为天然和坚定不移的防弹少年团”，风格上“更深刻更痛苦”。《IZM》的苏胜根（So Seung-Geun）认为歌曲“沉重、富有哲理”，曲风“黑暗、严谨”。他打出了4/5星的评价，认为作品听上去“成熟”，“东方古典和西方流行乐的不同元素兼容并包，在一个扩大的位置相互纠缠，体现内心渴望像羽毛一样飞翔”。《洛杉矶时报》的奥古斯特·布朗（August Brown）在评论《Map of the Soul: 7》时，形容《Black Swan》“神秘莫测”、“有艺术气息”、“非常抓耳”：“如果《7》是对决心的声明，那么这首歌就是其中一部分。作品显示全世界最伟大的乐队是迷幻的现代嘻哈音乐专注学生，但也意识到他们带来的细致和技巧。”《时代杂志》的雷莎·布鲁纳（Raisa Bruner）将作品列入一周五佳歌曲，赞扬防弹少年团精心设计“相互串联的叙事迷宫，将视觉融入到歌词和曲调中”，又认为“防弹少年团在歌词中表达对艺术的热情，这种感觉对他们的人生产生了从未有过的明显影响。”《新音乐快递》的瑞安·戴利（Rhian Daly）指歌曲“真诚、淳朴”，犹如“萦绕心头、忧郁的弧线球”，派生自“立马见效、对广播电台友好的选择”，“将艺术性放在流行性前”。《最佳歌词》赞扬作品将现代陷阱音乐节拍融入到传统韩国乐器中，同时赞赏歌词内容：“它告诉曾经历过抑郁的人们，他们对失去曾有被赋予意义的东西有悲痛的经历。歌曲承认痛苦的存在，但也伸出援手，提醒人们战斗。”《音浪碰撞》的罗宾·莫雷（Robin Murray）歌曲是“震惊四座的回归之作，引导他们有着无限吸引力的流行乐模板驶向逃离尘世的世界”。《E! Online》认为歌曲是他们“迄今为止最戏剧性的歌曲”。

### 奖项
歌曲广受大众欢迎，连续五周赢得Melon流行奖。
| 奖项        | 日期          | 参考   |
| ----------- | ------------- | ------ |
| Melon流行奖 | 2020年1月27日 | [ 42 ] |
| Melon流行奖 | 2020年2月3日  | [ 42 ] |
| Melon流行奖 | 2020年2月10日 | [ 42 ] |
| Melon流行奖 | 2020年2月17日 | [ 42 ] |
| Melon流行奖 | 2020年2月24日 | [ 42 ] |

## 商業成績
2020年1月25日，Gaon数字榜公布，《Black Swan》空降第7位，并在《Map of the Soul: 7》最终降至第10位。歌曲空降Gaon音乐榜第2位，并连续两周跻身前五。根据流媒体、数字销售和下载数据，歌曲于2020年2月的Gaon月度数字榜排名第11。歌曲空降美国告示牌百强单曲榜第57名，是防弹少年团入选该榜单的第八个作品，同时位列英國單曲排行榜第46位。另外，歌曲空降2020年2月1日发布的美国《公告牌》世界数字歌曲销量榜第一名，是组合在该榜的第18首冠军作品，另外进入美国公告牌数字歌曲榜第2名。歌曲在加拿大百强单曲榜第62位、新西兰40强榜延伸榜单新西兰热门单曲榜（New Zealand Hot Singles）第9位。歌曲在其他国家也取得不俗的成绩，包括澳大利亚、德国、日本、瑞士、爱尔兰和比利时佛兰芒地区。

## 音乐录影带

### 艺术电影

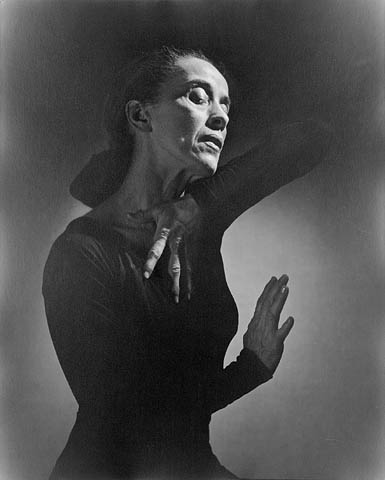
藝術電影的开头是現代舞传奇瑪莎·葛蘭姆的名言。

歌曲的音乐视频由Lumpens的崔容硕执导，于歌曲上线YouTube当天首播。GDW的南贤佑（Hyunwoo Nam）担任摄影指导，蒂芙尼·苏（Tiffany Suh）出任制片人。视频采用“艺术电影”形式，片中斯洛文尼亚现代舞团MN Dance Company随着歌曲弦乐版起舞。视频灵感源于电影《黑天鹅》。开头是美国舞蹈家瑪莎·葛蘭姆的名言：“一位舞蹈演员死两次——第一次就发生在他们停止舞蹈的时候，而这比第一次死亡更加痛苦”，契合歌曲主题。之后画面渐入到一间废弃的商城，七名排成一队的舞蹈者步入画面。之后画面中半裸的领舞与其他穿着超大号服装的人分开站。视频时长5分钟，随着领舞变成“黑天鹅”，尝试摆脱另外六个阴影中人物的魔掌，摆脱光牢笼。在部分场景中，领舞独自跳舞。在表演的最后，领舞被其他人高举在空中，像鸟儿飞翔一样扇动他的手臂。视觉上，影片通过舞者的重新诠释，探讨了歌词所指的“矛盾情绪造成的困扰”。朴智旻表示，之所以选择艺术电影，是因为“这对我们来说是全新的体验......《Black Swan》是艺人们的自白，所以我们希望把重心更多放在艺术性的氛围中”。全国公共广播电台的斯蒂芬·汤普森（Stephen Thompson）表示影片“精心编舞”，认为这“很好地反映了歌曲的信息——即艺术家与维持他们动力的作品之间的烦恼关系”。《洛杉矶时报》的克里斯蒂·杜里拉（Christie D'Zurilla）形容画面“附庸风雅”。《娱乐周刊》的尼克·罗曼诺（Nick Romano）认为视频如同《黑天鹅》电影一样“真挚、淳朴”。《音浪碰撞》评论罗宾·穆雷（Robin Murray）形容视频是“铆钉的表”。《加拿大今夜娱乐》的科里·阿塔德（Corey Atad）呼应了类似的观点，承认“解释性舞蹈华丽”。Celebmix的埃莉·尼古拉斯（Ellie Nicholas）将音乐视频和歌曲联系起来，给出了正面的评价，认为“奇妙的舞蹈与管弦乐配乐及歌词相互交织，营造出一种真正动人的氛围，使歌曲的含义真正栩栩如生”。

### 音乐视频

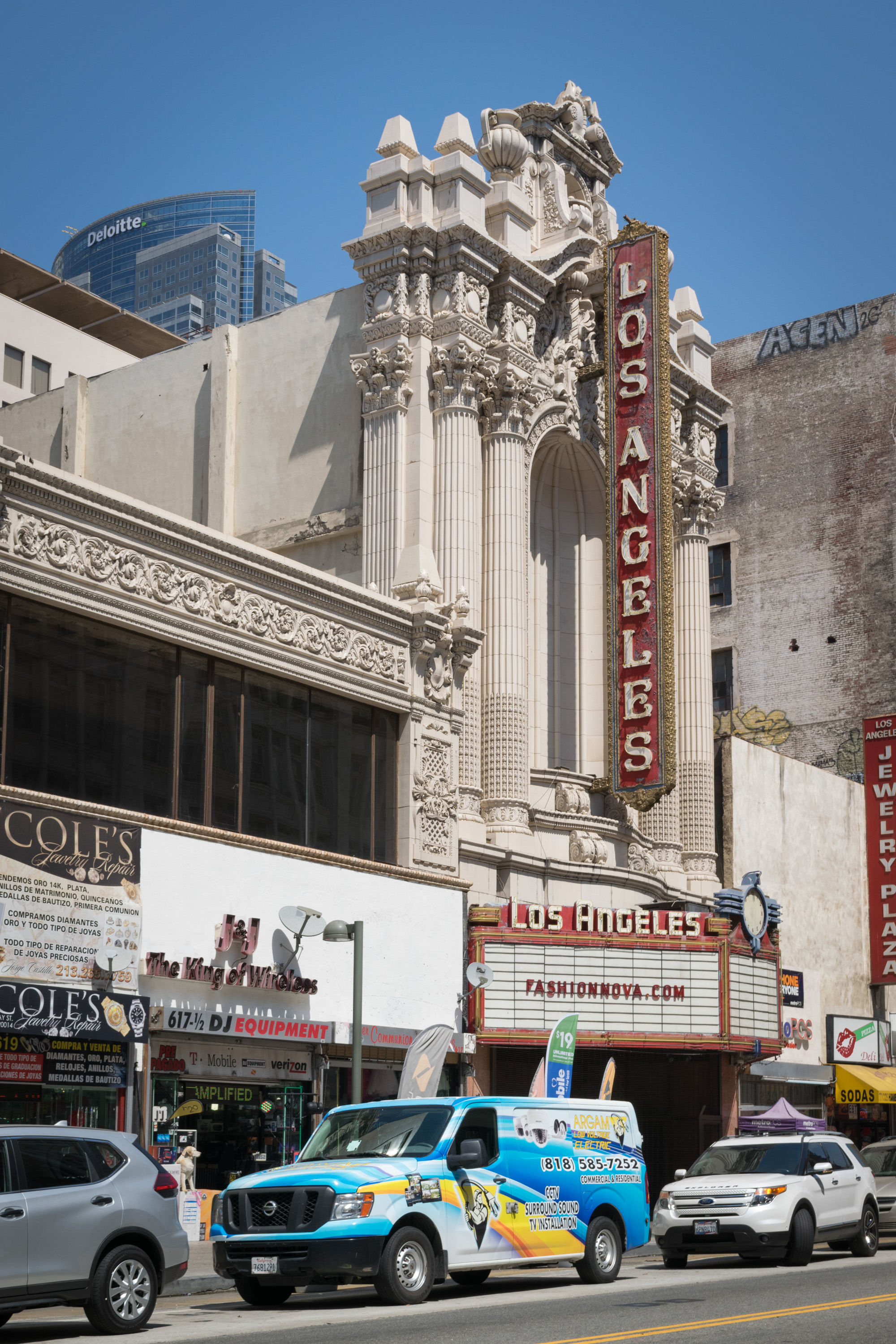
洛杉矶剧院是第二部音樂錄影帶的取景地。

第二部随附的音乐视频于2020年3月4日在Big Hit的官方YouTube频道无预警发布。影片同样由崔容硕执导，Guzza联合执导，两人都来自Lumpens，不过影片是在洛杉矶剧院拍摄的。视频以黑色风格呈现，舞蹈元素极重，片中防弹少年团转变成黑天鹅。影片开头，一袭白色衣服的防弹少年团站在私密剧院的黑暗舞台上。之后，成员们被华丽的拱形天花板和镀金的固定装置包围着，唱着他们的主歌。成员们与他们的阴影互动的特写镜头与他们在空舞台表演“复杂”舞蹈的团体镜头相互交错。闵玧其在壁画背景中说唱，阴影脱离他的身体，在背景中跳舞，另外他也在几个单独的镜头中跳着优雅的舞蹈，有个地方又如小鸟一样张开翅膀。金碩珍在由镜子组成的大堂中思考着他的倒影，被自己所包围萦绕。整个视频中，队员们的衣服从白色变成黑色，契合专辑的“黑天鹅”概念照。阴影作为视频的中心，象征着善与恶，暗示出《Map of the Soul: 7》中反复出现的主题，是对歌词的视觉呈现。视频特别参考了“荣格阴影”、戴伦·艾洛諾夫斯基的2010年同名心理恐怖片，以及彼得·伊里奇·柴可夫斯基芭蕾舞《天鹅湖》。《Vulture》的丽贝卡·阿尔特（Rebecca Alter）认为视频“完美”。《前音后果》的雷克·谢玆（Lake Schatz）认为“组合大胆而精致的舞蹈表现本身就很吸引人，但同时也象征着天鹅般的转变，因为他们最终将白色西装换成了黑色西装”。《Paper》杂志的马特·摩恩（Matt Moen）认为视频“非常叹为观止”。

## 现场表演
组合在2020年1月28日的《詹姆士·柯登深夜秀》上献上歌曲的首秀。巴西裔编舞塞尔吉奥·里斯（Sergio Reis）受命设计舞蹈，Big Hit之前看过他在荷兰的舞蹈团队CDK的表演，认为他们有着契合作品的“类似‘黑暗’风格”。在这场广受好评的表演中，组合成员们赤脚走上舞台，穿着黑色西装。表演舞台经过精神设计，背景为液晶显示的瀑布，让他们看起来像是在一片漆黑的森林中或在结冰的湖面上表演。《滚石》的艾米丽·泽姆勒（Emily Zemler）称赞了表演，认为这是“对歌曲最令人印象深刻且充满活力的演绎，并带有一些热情洋溢的赤脚舞蹈”。《Stereogum》的汤姆·布雷汉（Tom Breihan）称赞了“复杂”的编舞：“身为纯粹的流行表演，舞蹈宏伟壮观”。《ELLE》的艾丽莎·贝利（Alyssa Bailey）认为这是“最令人叹为观止的表演”，又称“其中最令人着迷的一个方面，是组合进行精心编排的高能量编舞之余，还十分同步，还唱着歌”。专辑于2020年2月发行后，组合在多个韩国音乐节目表演了歌曲，包括Mnet的《M Countdown》、KBS的《音乐银行》和SBS的《人气歌谣》。

## 曲目列表
- 数字下载 / 流媒体版[8]

1. "Black Swan"  – 3:18

## 制作名单
制作名单摘自Tidal和《Map of the Soul: 7》内页
- 防彈少年團 – 主唱
- Pdogg – 制作、词曲、键盘、合成器、声乐编排、说唱编排、录音工程
- RM – 词曲
- 奥古斯特·里格 – 词曲
- 文斯·南特 – 词曲
- 克莱德·凯利 – 词曲
- J-Hope – 副歌
- Jungkook – 副歌
- DJ Riggins – 混音工程
- 杰森·约书亚 – 混音工程
- 雅各布·理查斯 – 混音工程
- 麦克斯·西伯格 – 混音工程
- Hiss noise – 数字编辑

## 榜单
| 榜单（2020年）                       | 最高排名 |
| ------------------------------------ | -------- |
| 澳大利亚（澳大利亚唱片业协会單曲榜） | 87       |
| 奥地利（Ö3四十强单曲榜）             | 62       |
| 比利时佛兰德（Ultratip榜外單曲榜）   | 23       |
| 加拿大（Canadian Hot 100）           | 63       |
| 捷克（百強數位單曲榜）               | 69       |
| 爱沙尼亚（爱沙尼亚速递）             | 11       |
| 欧洲数字歌曲（《告示牌》）           | 3        |
| 法国（法國唱片出版業公會單曲榜）     | 117      |
| 77                                   |          |
| 希腊（国际唱片业协会希腊分会）       | 16       |
| 匈牙利（四十強單曲榜）               | 1        |
| 匈牙利（四十強串流榜）               | 37       |
| 愛爾蘭（愛爾蘭唱片音樂協會单曲榜）   | 49       |
| 日本（日本熱門100金曲）              | 31       |
| 立陶宛（AGATA）                      | 16       |
| 马来西亚（马来西亚唱片工业协会）     | 1        |
| 新西兰热门单曲（新西兰唱片音乐协会） | 9        |
| 蘇格蘭（官方榜单公司單曲榜）         | 9        |
| 新加坡（新加坡唱片工业协会）         | 2        |
| 斯洛伐克（百強數位單曲榜）           | 62       |
| 韩国（Gaon）                         | 7        |
| 韩国（韩国流行音乐100强）            | 4        |
| 瑞典（瑞典最熱榜）                   | 93       |
| 瑞士（瑞士热门音乐榜）               | 45       |
| 英國（官方榜单公司單曲榜）           | 46       |
| 美国（《告示牌》百大單曲榜）         | 57       |
| 美国 《滚石》百强榜                  | 50       |
| 美国世界数字歌曲销量榜（《告示牌》） | 1        |

| 榜单（2020年） | 排名 |
| -------------- | ---- |
| 韩国（Gaon）   | 11   |

## 发行历史
| 地区 | 日期          | 格式            | 厂牌        | 参考  |
| ---- | ------------- | --------------- | ----------- | ----- |
| 多国 | 2020年1月17日 | 数字下载 流媒体 | Big Hit娛樂 | [ 7 ] |